# Havok Vision Engine
Это статья об игровом движке, не стоит путать с физическим движком Havok.
Havok Vision Engine (первоначально: Trinigy Vision Engine) — игровой движок, подпрограммное (middleware) обеспечение, разработанное компанией Trinigy. По состоянию на 2010 год технология была лицензирована для использования в более, чем ста компьютерных играх различных жанров. Создано несколько версий движка; последняя — Vision Engine 8. В августе 2011 года движок и компания-разработчик была приобретена компанией Havok, в связи с чем технология сменила первоначальное название.

## Технические характеристики
Havok Vision Engine является кроссплатформенным программным обеспечением и поддерживает, помимо Microsoft Windows также игровые консоли PlayStation 3, Wii и Xbox 360.
В состав SDK движка входят: плагины для 3ds Max и Maya, визуальный редактор уровней vForge (позволяет редактировать ландшафт, размещать постройки и другие трехмерные объекты, создавать триггеры и скрипты, регулировать эффекты на уровне и т. д. — также имеется функция удаленного предварительного просмотра созданного уровня на консоли, подключенной к ПК) и утилита vLux для редактирования освещения.
Помимо этого, интегрировано несколько технологических решений от сторонних производителей — SpeedTree (рендеринг растительности на уровне), Kynapse AI (система искусственного интеллекта), Scaleform GFx (для использования графики, созданной при помощи Adobe Flash), Fork Particle (система частиц), NetDog и Quazal Net-Z (сетевые компоненты), ProFX 2 (для процедуральных текстур), Mixamo, morpheme и IKinema для анимации объектов, звуковые подсистемы FMOD Ex и OpenAL, физические движки PhysX, Havok, Digital Molecular Matter и Bullet Physics Library.
Физические движки Digital Molecular Matter и Bullet начиная с марта 2010 года используются в рамках программы Open Physics Initiative — проекта, главная цель которого «вывести на новый уровень реализм в компьютерных играх, симуляторах и популярных приложениях».
Графический движок Havok Vision Engine поддерживает нормал-маппинг для текстур, метод освещения radiosity, динамическое освещение и затенение, эффекты, создаваемые системой частиц, потоковую подгрузку локаций, эффекты пост-обработки изображения, такие, как HDR и глубина резкости. Выводится получаемое изображение на экран при помощи OpenGL или DirectX 11 (поддерживается DX9, DX10 и DX11).
В начале марта 2010 года стало известно о добавлении в движок новой возможности выводить изображение через окно браузера, что позволяет разработчикам создавать полноценные трёхмерные браузерные игры. 
Являясь middleware-решением, каждый из компонентов движка можно использовать и отдельно, в связке с другими разработками.

## Игры, использующие Havok Vision Engine

Скриншот из игры Arcania: A Gothic Tale.

Список игр указан согласно разделу на официальном сайте компании-разработчика движка. Список не является полным.
- 2004 — Gotcha (разработчик: Sixteen Tons Entertainment)
- 2005 — Back to Gaya (разработчик: Ambient Entertainment)
- 2005 — Psychotoxic: Gateway to Hell (разработчик: NuClearVision Entertainment)
- 2006 — Desperados 2: Cooper's Revenge (разработчик: Spellbound)
- 2009 — Planet 51 Online (разработчик: Zed Group)
- 2009 — iFluid (разработчик: Exkee)
- 2010 — The Settlers 7: Paths to a Kingdom (разработчик: Blue Byte Software)[9]
- 2010 — Arcania: A Gothic Tale (разработчик: Spellbound)
- 2011 — Stronghold 3 (разработчик: Firefly Studios)
- 2011 — Orcs Must Die! (разработчик: Robot Entertainment)
- 2012 — Orcs Must Die 2 (разработчик: Robot Entertainment)
- 2014 — Stronghold Crusader 2 (разработчик: Firefly Studios)
- Отменена — Cutthroat(разработчик: Nitro Games)[10]
- Отменена — Arena Morte (разработчик: Frontline Studios)
- Отмененная неназванная игра в жанре MMORPG (разработчик: TimeGate Studios)
- Разработка заморожена — Dungeon Hero (разработчик: Firefly Studios)[11]